# ۲۶ کمیسار باکو
۲۶ کمیسر باکو (انگلیسی: 26 Baku Commissars)اعضای بلشویک و انقلابیون سوسیالیست چپ کمون باکو بودند. این کمون در شهر باکو تأسیس شد ، که در آن زمان پایتخت جمهوری دموکراتیک آذربایجان بود و اکنون پایتخت جمهوری آذربایجان است. این کمون ، به رهبری استپان شاهومیان ، تا ۲۶ ژوئیه ۱۹۱۸ وجود داشت
پس از سرنگونی کمون باکو ، کمیسرهای باکو تلاش کردند تا باکو را ترک کنند اما دستگیر و زندانی شدند. در ۱۴ سپتامبر ۱۹۱۸ سربازان ارتش سرخ وارد زندان آنها شدند و کمیسارها را آزاد کردند. آنها سپس سوار یک کشتی عازم کراسنوودسک شدند جایی که توسط مقامات محلی فوراً دستگیر شدند و در شب ۲۰ سپتامبر ۱۹۱۸ توسط سربازان کمیته عشق آباد اعدام شدند.

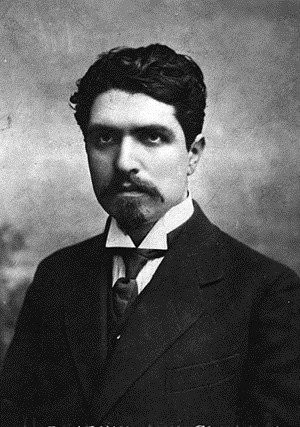
استپان شومیان

## کمون باکو
کمون باکو از ۱۳ آوریل تا ۲۵ ژوئیه ۱۹۱۸ ادامه یافت.کمون باکو پس از رویارویی خونین با جمعیت مسلمان شهر ، که به روزهای مارس در باکو معروف است ، به قدرت رسید. در طول عمر مختصر خود ، کمون با مشکلات متعددی روبرو شد: از کمبود غذا و منابع تا تهدید ارتش قوی امپراتوری عثمانی که می خواست به باکو حمله کند. با وجود شرایط سخت ، کمون اصلاحات اجتماعی متعددی ، مانند ملی شدن صنعت نفت انجام داد .در توصیف ایشان آمده است که:
((آنها نیرویی با انضباط ضعیف و مدیریت ضعیفی که عمدتاً از ارمنیان تشکیل شده بود بودند و با روحیه انقلابی بیگانه بودند ، تلاش هایی را برای اصلاحات انجام دادند. اینها بیش از حد مشروب می خوردند و دهقانان مسلمان را غارت می کردند و باعث نارضایتی آنها می شدند))

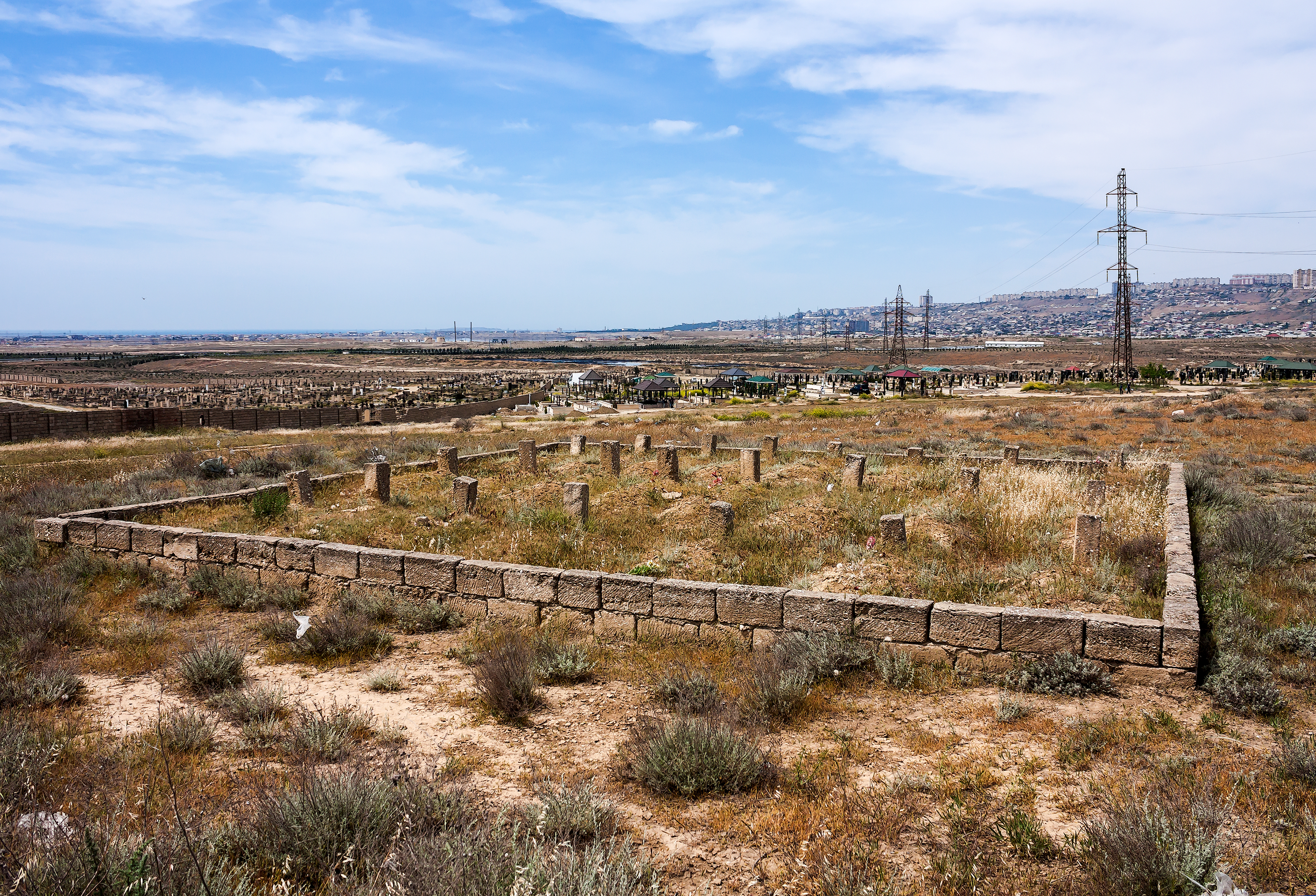
قبر (محل دفن) 23 کمیسار باکو. قبرستان هوسان 9 مه ۲۰۱۷

۲۵ آوریل ۱۹۱۸ ، در جلسه شورای باکو ، شورای کمیسارهای خلق باکو تشکیل شد که متشکل از بلشویک ها و انقلابیون چپ بود. بلشویک ها وارد شورای کمیسارهای خلق باکو شدند: استپان شومیان (رئیس شورای کمیسارهای خلق و کمیسر خلق در امور خارجه) ، پروکوپیوس ژاپاریدزه (کمیسر خلق در امور داخلی) ، یاکوف زوین (کمیسر کار مردم) ، مشادی عزیزبکوف ( کمیسر استانی) ، گریگوری کورگانف (کمیسر خلق درامور نظامی و دریایی) ، نریمان نریمانوف (کمیسر خلق در اقتصاد شهرداری) ، ایوان فیولتف (کمیسر خلق در اقتصاد ملی) کارینیان (کمیسر مردمی دادگستری)  میر حسن وزیروف (کمیسر خلق کشاورزی)سوخارتسف (کمیسر مردمی راه آهن ، حمل و نقل دریایی ، پست و تلگراف). و رئیس چکا برای مبارزه با ضد انقلاب تحت رهبری باکسونارکوم ساهک تر گابریلیان  و کولسنیکووا کمیسر خلق در امور آوزشی اعضاء شورا بودند.
در ۵ژوئن ۱۹۱۸ ارتش سرخ باکو حمله نیروهای عثمانی را دفع کرد ، اما بعداً حمله ای ناموفق به گنجه ، مقر ارتش اسلام عثمانی انجام داد و مجبور شد به باکو عقب نشینی کند.در این مرحله ، داشناک ها و منشویک ها مذاکره با ژنرال دانسترویل ، فرمانده نیروهای انگلیسی در ایران را آغاز کردند و نیروهای او را به باکو دعوت کردند تا از شهر در برابر حمله قریب الوقوع عثمانی دفاع کنند. بلشویک ها و متحدان چپ آنها با این طرح مخالفت کردند ، اما در ۲۵ ژوئیه اکثریت شورا به دعوت از انگلیسی ها رای دادند و بلشویک ها از شورا استعفا دادند.اعضاء کمون باکو به دلیل مشارکت در تشکیلات نظامی غیرقانونی و سرقت نظامی به ویژه در جنایات روزهای مارس زندانی شدند و دیکتاتوری مرکزی خزر جایگزین آن شد.
برخلاف آنچه در بسیاری از مناطق روسیه اتفاق افتاد بلشویک های باکو چندان سختگیر نبودند  و چکا در باکو تنها دو نفر را اعدام کرد.

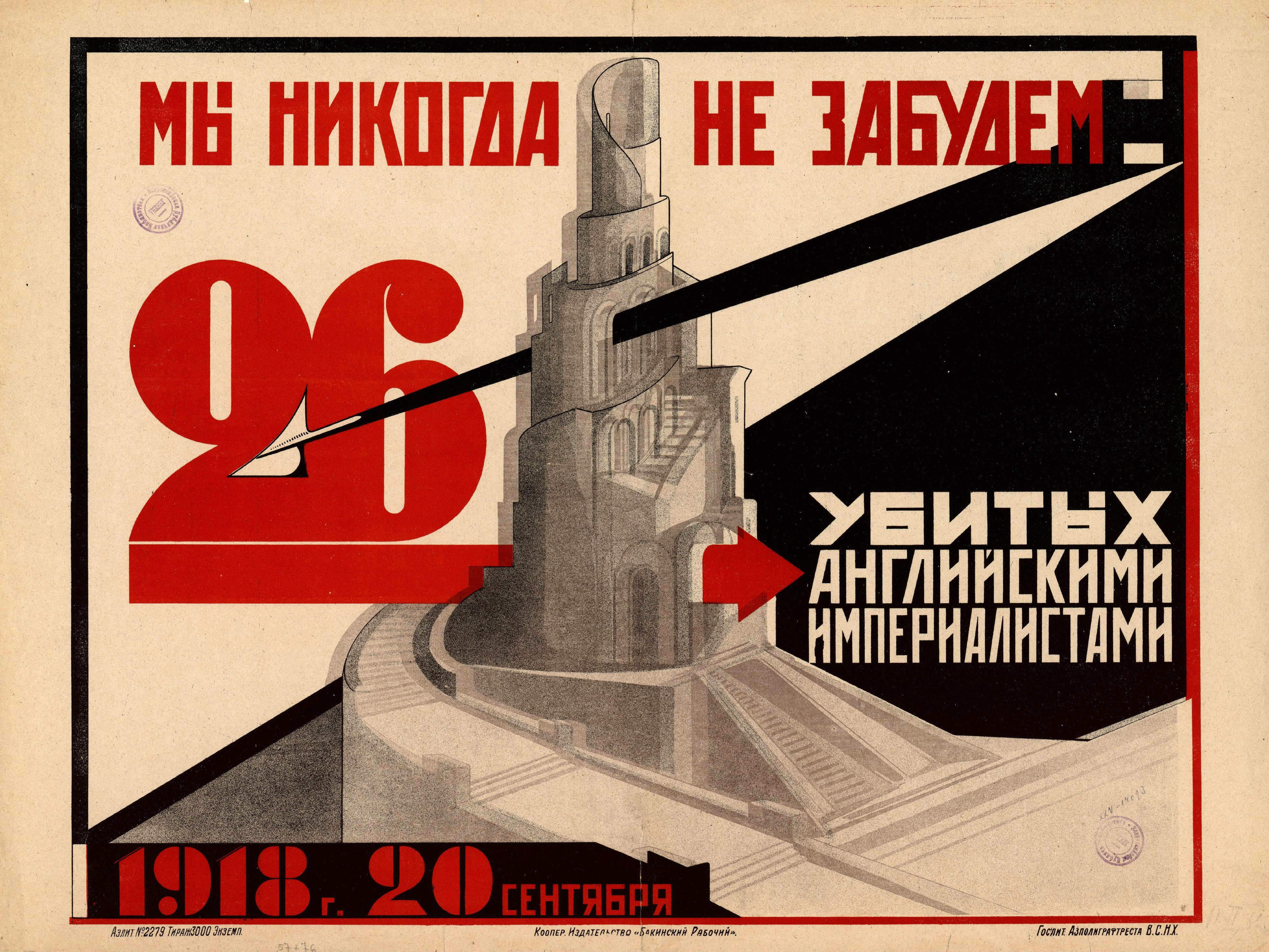
پوستر شوروی: "ما هرگز 26 كشته شده توسط امپریالیست های انگلیسی را فراموش نخواهیم كرد

## اعدام ها
پس از سقوط باکو رهبران بلشویک و برخی نیروهای وفادار سعی کردند خود را به آستراخان ، تنها بندر خزر که هنوز در دست بلشویک ها بود، برسانند. اما کشتی آنها توسط شناورهای نظامی ناوگان دریای خزر رهگیری شد و پس از یک ساعت بمباران در وسط دریا تسلیم شدند و به باکو بازگشتند. اکثر شبه نظامیان بلشویک دستگیر شده و در زندان ماندند تا اینکه پس از سقوط باکو به دست ترکان ، یک واحد کماندویی به رهبری آناستاس میکویان آنها را از زندان آزاد کرد.
شاهامیان ، ژاپاریزه ، عزیزبکوف و رفقایشان به همراه میکویان سپس سوار کشتی ترکمن شدند و قصد داشتند از طریق دریا به آستاراخان برسند. به گفته مورخان دریانوردان به دلیل ترس از دستگیری در آستاراخان تصمیم گرفتند به سمت کراسنوودسک حرکت کنند. در کراسنوودسک ، کمیسرها توسط فرمانده شهر دستگیر شدند و دستورات بیشتری از "کمیته عشق آباد" ، به رهبری فئودور فونتیکوف ، از انقلابیون سوسیالیست ، در مورد آنچه باید با آنها انجام شود ، گرفتند. سه روز بعد ، ژنرال بریتانیایی ویلفرد مالسون با شنیدن دستگیری آنها ، با افسر رابط انگلیس در عشق آباد ، کاپیتان رجینالد تیگ جونز تماس گرفت و پیشنهاد کرد که کمیسرها به نیروهای انگلیسی تحویل داده شوند همان روز ، تیگ جونز در جلسه کمیته در اشک آباد شرکت کرد که وظیفه تعیین سرنوشت کمیسارها را داشت. به دلایلی تیگ جونز درخواست مالسون را به کمیته اعلام نکرد وی در ادامه ادعا کرد که روز بعد دریافت که کمیته سرانجام تصمیم گرفته است که دستور اعدام کمیسرها را صادر کند. به گفته مورخ ریچارد اچ اولمن ، تیگ جونز می توانست اعدام ها را در صورت تمایل متوقف کند ، زیرا کمیته اشک آباد وابسته به حمایت انگلیس بود و نمی توانست از درخواست متحد قدرتمند آن خودداری کند ، اما تصمیم گرفت این کار را انجام ندهد.
شب ۲۰ سپتامبر ، سه روز پس از دستگیری ، بیست و شش نفر از کمیسرها در راه آهن ترانس خزر اعدام شدند. هنوز مشخص نیست که چگونه آناستاس میکویان ، که بخشی از گروه بود ، توانست زنده بماند ، و دلیل نجات جان او نیز مشخص نیست.
حدود ساعت ۶ صبح به بیست و شش کمیسر در مورد سرنوشتی که در انتظار شان بود گفته شد. آنها در گروه های هشت یا نه نفره بیرون آورده شدند. آنها آشکارا شوکه شده بودند و سکوت کرده بودند.یک ملوان فریاد زد: "من نمی ترسم ، من برای آزادی می میرم." یکی از جلادان پاسخ داد که "ما نیز دیر یا زود برای آزادی می میریم ، اما منظور ما متفاوت از شماست". اولین گروه کمیسرها ، که در هوا نیمه تاریک هدایت می شدند تیرباران شدند. دسته دوم سعی کردند فرار کنند اما پس از چندین ضربه رگبار کشته شد. دسته سوم به  تسلیم سرنوشت شدند.

## پیامد

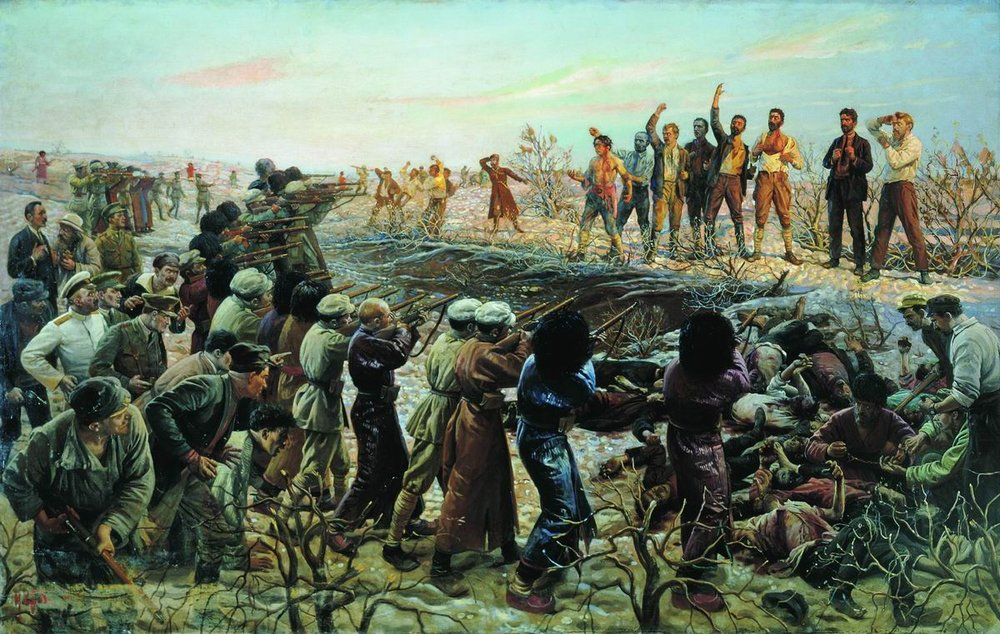
'کتاب ایساک برادسکی اعدام بیست و شش کمیسار باکو (1925) که دیدگاه شوروی از اعدام را به تصویر می کشد

بعداً مقامات شوروی عاملان اعدام را عاملان انگلیسی در آن زمان در منطقه باکو عنوان کردند.هنگامی که حکومت شوروی در کل منطقه خزر برقرار شد ، فونتیکف ، رئیس "اداره" عشق آباد مسئول اعدام ها ، به زندان افتاد. فونتیکوف تمام تقصیرهای اعدام ها را بر عهده بریتانیا و به ویژه تیگ جونز گذاشت که به گفته وی به او دستور داده بود که کمیسارها را به ضرب گلوله بکشند. فونتیکوف در باکو در سال ۱۹۲۶ محاکمه و تیرباران شد. بریتانیا دست داشتن در این حادثه را رد کرد و گفت که این کار توسط مقامات محلی بدون اطلاع انگلیس انجام شده است.
این اتهام باعث تشدید روابط بین انگلیس و دولت نوپای اتحاد جماهیر شوروی شد.طبق نوشته های تاریخ نگاران شوروی ، دو افسر انگلیسی در کشتی کمیسرها دستور دادند که کشتی به جای آستاراخان به سمت کراسنوودسک حرکت کند.شوروی بعداً مرگ ۲۶ کمیسر را از طریق فیلمها آثار هنری ،تمبرها ،و آثار عمومی از جملهبنای  یادبود ۲۶ کمیسر در باکو جاودانه کرد. در نقاشی معروف ایزاک برودسکی ، افسران انگلیسی در  اعدام ها به تصویر کشیده شده اند.

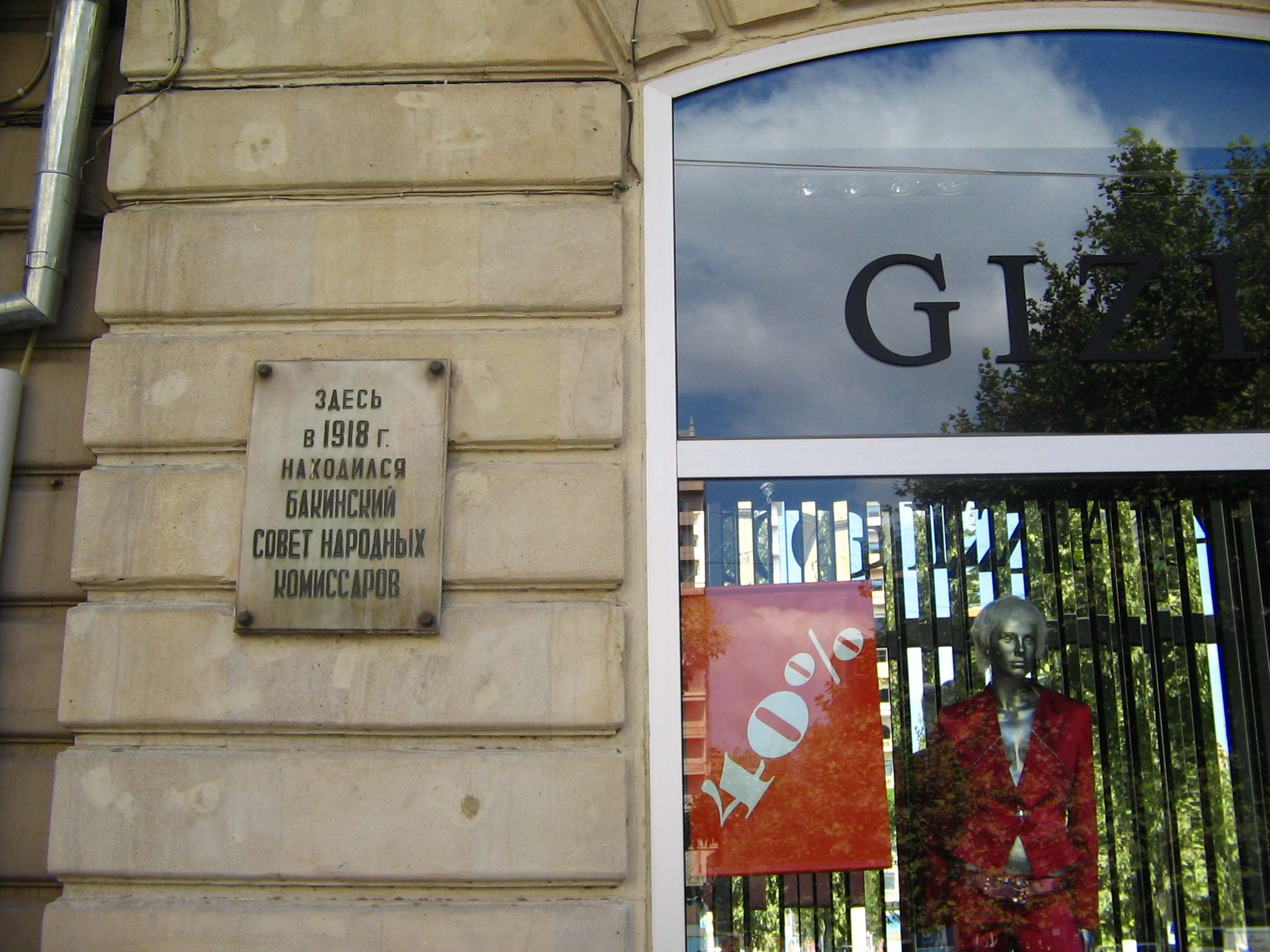
باکو, ۲۰۰۵ میلادی.دیوار ساختمان کمیساریای باکو

## تحقیقات شوروی
بوریس ولادیمیرویچ سننیکوف در سال ۲۰۰۴ کتابی درباره یافته های خود در مورد شورش تامبوف منتشر کرد که در آن به حقایق متعددی در مورد این رویداد اشاره کرده است.
ننیکوف مدعی است که نقاشی معروف برودسکی اختراع تاریخ نگاری شوروی است.این روایت  توسط کمیسیون ویژه کمیته اجرایی مرکزی که از مسکو وارد شده بود ، ارائه شد.ریاست این کمیسیون را وادیم چایکین ر عهده داشت. این کمیسیون همچنین متشکل از گروه بزرگی از افسران عالی رتبه چک در مسکو به سرپرستی یاکوف پترز ، جنایتکار بین المللی مرتبط با محاصره خیابان سیدنی بود.نقل قولی از او شده است که "نقاشی اعدام برودسکی در خصوص ۲۴ کمیسر باکو از لحاظ تاریخی اشتباه است زیرا به آنها شلیک نشده است و مجری مجازات یک نفر ترکمن بود به تنهایی با دستان خود و با استفاده از شاشکا همه آنها را سر برید. "

## تخریب یادبود ۲۶ کمیسر و دفن مجدد آن ها
در ژانویه ۲۰۰۹ مقامات باکو بنای یادبود را تخریب کردند.این آخرین بنای تاریخی از چندین بنای یادبود بود که برای بزرگداشت کمیسرها در دوره شوروی برپا شده بود.بقایای کمیسرها در ۲۶ ژانویه ۲۰۰۹ با مشارکت روحانیون مسلمان ، یهودی و مسیحی ، که مراسم مذهبی را انجام می دادند ، در قبرستان هوسان دفن شدند.این برچیدن با مخالفت برخی از چپ گراهای محلی و به ویژه حزب کمونیست آذربایجان مواجه شد.این امر همچنین باعث ناراحتی ارمنستان شد زیرا مردم ارمنستان معتقد بودند که تخریب و دفن مجدد به دلیل بی میلی آذربایجانی ها ، پس از جنگ قره باغ برای دفن ارمنی ها در مرکز پایتخت آنها انجام شده است.یک رسوایی دیگر زمانی رخ داد که گزارشهای مطبوعات آذربایجان ادعا کردند که در هنگام نبش قبر تنها ۲۱ جسد کشف شد و "شاهومیان و چهار کمیسر ارمنی دیگر موفق شدند از دست قاتلان خود فرار کنند"این گزارش توسط نوه شاهومیان تاتیانا ، که در حال حاضر در مسکو زندگی می کند ، مورد سوال قرار گرفت و به روزنامه روسی "کامرسانت" گفت:
می توان باور کرد که همه آنها دفن نشده اند. در آرشیو فیلمی از ۲۶ جنازه مدفون وجود دارد. جدا از این ، مادربزرگم در مراسم دفن مجدد حضور داشت.تقریباً همه بناهای تاریخی در جمهوری آذربایجان که به کمیسرها اختصاص داده شده است از جمله شاهمیان ، عزیزبیکوف ، ژاپاریزه و فیولتف تخریب شده اند و بیشتر خیابانهایی که به نام کمیسرها نامگذاری شده بودند تغییر نام داده شده اند.

## یادبود ها
سرگئی یسنین ، شاعر برجسته روسی ، "تصنیف بیست و شش" را برای بزرگداشت کمیسارهای باکو نوشت.گروه موسیقی روسی آلترناتیو یکی از آلبوم های خود را بیست و هفتمین کمیسار باکو نامگذاری کرده است.خیابانی در جنوب غربی مرکز مسکو به نام ۲۶ کمیسر باکو نامگذاری شده است.